# جينيفر كاربنتر (أكاديمية)
جينيفر كاربنتر (بالإنجليزية: Jennifer Carpenter) هي أكاديمية أمريكية، ولدت في 13 أكتوبر 1965.